# FOSDEM

Logotipo da FOSDEM

O Free and Open Source Software Developers' European Meeting (FOSDEM) é um evento europeu não comercial, organizado por voluntários, centrado no desenvolvimento de software livre e código aberto. Destina-se a programadores e a todos os interessados no movimento do software livre e de código aberto. O seu objetivo é permitir que os programadores se reúnam e promovam a sensibilização e a utilização de software livre e de código aberto.
O FOSDEM realiza-se anualmente, normalmente durante o primeiro fim de semana de fevereiro, no Campus Solbosch da Universidade Livre de Bruxelas, no sudeste de Bruxelas, Bélgica.

## História
O FOSDEM foi iniciado em 2000 com o nome de Open Source Developers of Europe Meeting (OSDEM) por Raphael Bauduin. Bauduin disse que, como sentia que não tinha a inteligência necessária para contribuir adequadamente para a comunidade de código aberto, queria contribuir lançando um evento europeu em Bruxelas. Bauduin juntou-se a Damien Sandras. A equipa reproduziu o evento. O F (de FOSDEM) foi acrescentado a pedido de Richard Stallman no ano seguinte. Desde então, o evento tem-se realizado todos os anos em fevereiro, com um número crescente de visitantes. É organizado graças à ajuda de muitos voluntários. Todos os anos, mais de 5000 programadores são recebidos no Campus de Solbosch. Raphael já não é a força motriz da FOSDEM. Após 7 anos de trabalho árduo, ele deixou a equipa para novos planos de código aberto.

### Edição de 2021
A edição de 2021, devido à pandemia de COVID-19, foi realizada online.

## Financiamento
A entrada e a participação no evento são totalmente gratuitas. É financiado por patrocinadores que aceitam o carácter não comercial do evento e por donativos dos visitantes. Os doadores recebem um incentivo sob a forma de um presente simbólico. Tudo é organizado e montado por voluntários.